# Troféu Calunga de melhor atriz em longa-metragem

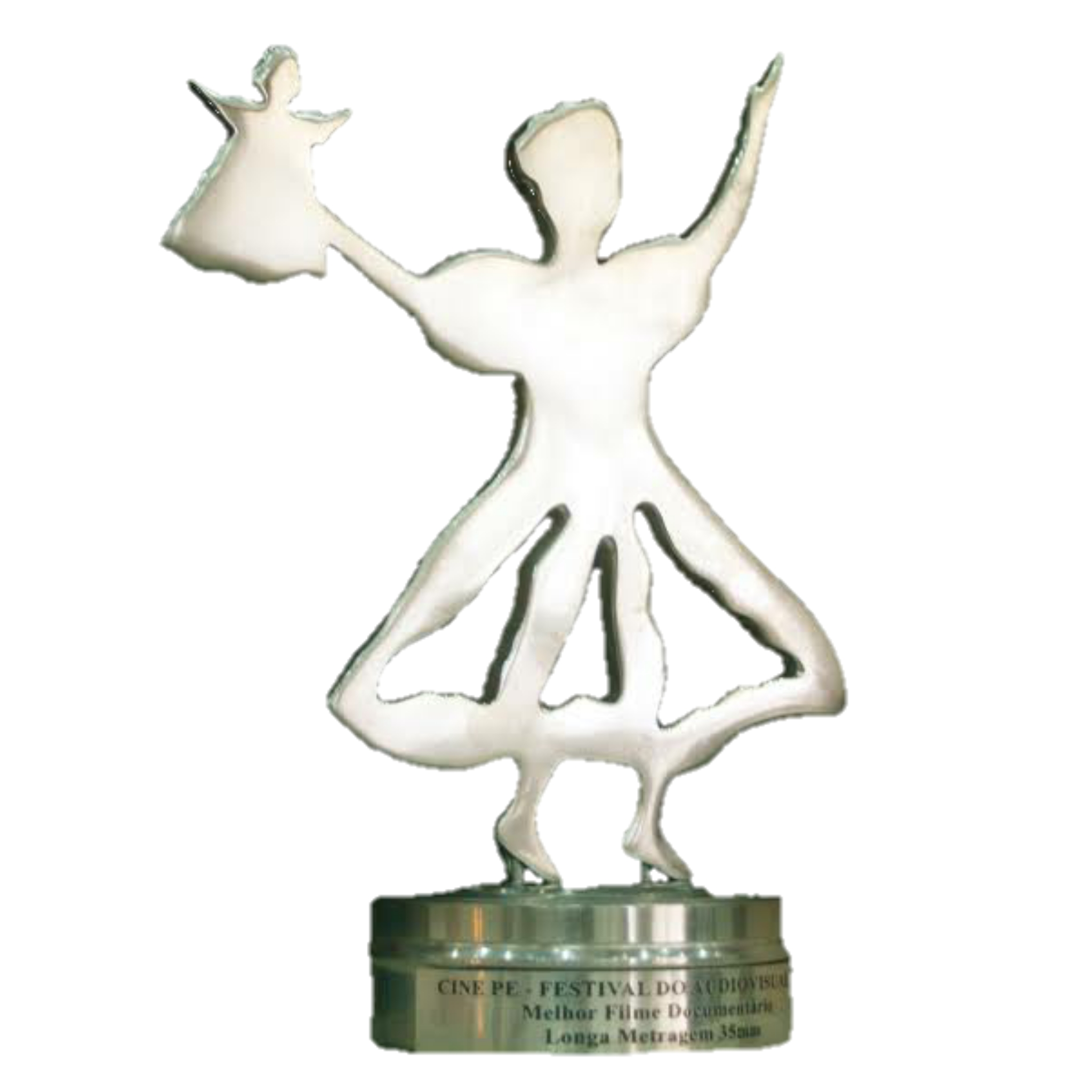
Troféu Calunga

O Troféu Calunga de melhor atriz em longa-metragem  é um prêmio laureado a melhor atriz em um longa-metragem brasileiro concedido pelo Cine PE, festival audiovisual do cinema brasileiro.

## Lista de Vencedoras
- A lista a seguir conta com os nomes divulgados no site oficial do Cine PE - Festival do Audiovisual[3]:

### Década de 1990
| Ano  | Vencedora                                               |
| ---- | ------------------------------------------------------- |
| 1998 | Araci Esteves Anahy de las Misiones / Rio Grande do Sul |
| 1999 | Ludmila Dayer Traição / Rio de Janeiro                  |

### Década de 2000
| Ano  | Vencedora                                                                     |
| ---- | ----------------------------------------------------------------------------- |
| 2000 | Laura Cardoso Através da Janela / Rio de Janeiro                              |
| 2001 | Cláudia Missura, Olívia Araújo, Graziela Moretto, etc. Domésticas / São Paulo |
| 2002 | Carolina Kasting Sonhos Tropicais / São Paulo                                 |
| 2003 | Etty Fraser Durval Discos / São Paulo                                         |
| 2004 | Fernanda Montenegro O Outro Lado da Rua / Rio de Janeiro                      |
| 2005 | Lu Adams O Cerro do Jarau / Rio Grande do Sul                                 |
| 2006 | —                                                                             |
| 2007 | Gorete Milagres Tapete Vermelho / São Paulo                                   |
| 2008 | Maria Luisa Mendonça Nossa Vida não Cabe num Opala / São Paulo                |
| 2009 | Maria Padilha Praça Saens Peña / Rio de Janeiro                               |

### Década de 2010
| Ano  | Vencedora                                                                              |
| ---- | -------------------------------------------------------------------------------------- |
| 2010 | Paloma Duarte Léo e Bia / Rio de Janeiro                                               |
| 2011 | Leandra Leal Estamos Juntos / São Paulo Marisol Ribeiro Família Vende Tudo / São Paulo |
| 2012 | Hermila Guedes Boca / Rio de Janeiro                                                   |
| 2013 | Marieta Severo Vendo ou Alugo / Rio de Janeiro                                         |
| 2014 | Alice Braga Muitos Homens Num Só / Rio de Janeiro                                      |
| 2015 | Rita Carelli Permanência / Pernambuco                                                  |
| 2016 | Simone Iliescu Leste Oste / Paraná                                                     |
| 2017 | Simone Spoladore O Crime da Gávea / Rio de Janeiro                                     |
| 2018 | Patrícia Niedermeier Os Príncipes / Rio de Janeiro                                     |
| 2019 | Giuliana Maria Abraço / Bahia                                                          |

### Década de 2020
| Ano  | Vencedora                                |
| ---- | ---------------------------------------- |
| 2020 | Djin Sganzerla Mulher Oceano / São Paulo |